# Parc national de Sai Yok
Le parc national de Sai Yok (thaï : อุทยานแห่งชาติไทรโยค) est un parc national thaïlandais de 500 km2 créé en 1980. Il est situé dans la province de Kanchanaburi, district Amphoe Sai Yok et district Amphoe Thong Pha Phum. À l'origine sa superficie était de 500 km2 ; puis ce parc a été agrandi et, en 2016, sa superficie est de 958 km2.
Le parc fait partie de la zone protégée du Western Forest Complex (en).

## Géographie
Le parc national de Sai Yok se trouve dans la chaîne Tenasserim à la frontière de la Birmanie. Il abrite des monts et montagnes essentiellement calcaires, parfois granitiques, couvertes de forêts tropicales. Le plus haut sommet de cette région, le Khao Khwae, culmine à 1327 m d'altitude.
Les grottes, en particulier les grottes de Lawa (ถ้ำ ละว้า) et de Daowadueng (ถ้ำดาวดึงส์), sont une des principales curiosités du parc.

La rivière Kwaï Noi traverse du nord au sud le parc (Kwaï se prononce « Khouèè », avec un long è et la voix qui descend un peu sur la fin, et non pas « Kouaille ») : les touristes peuvent descendre la rivière en radeau ou y faire une croisière en bateau.

Rivière Kwaï Noi
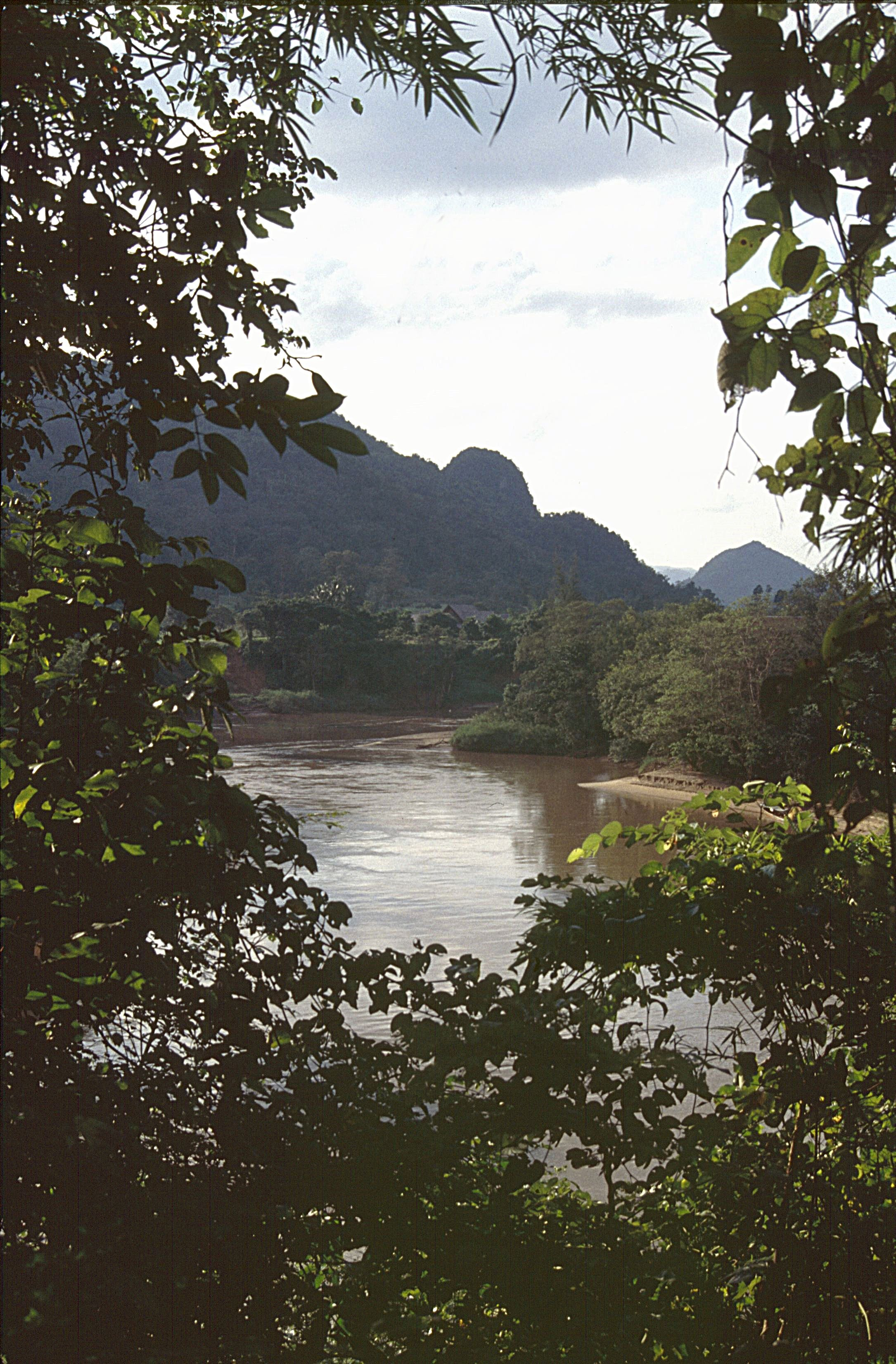
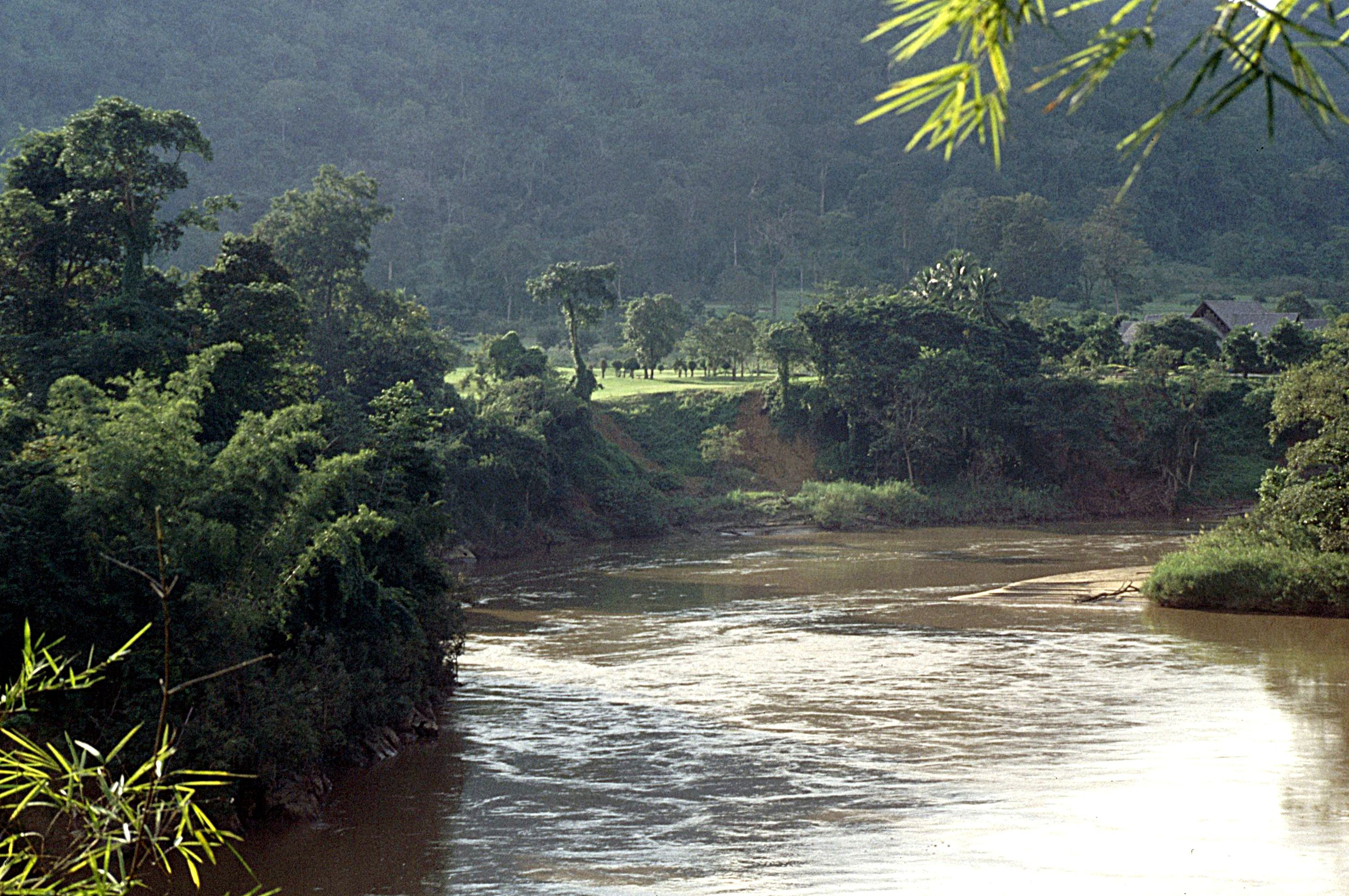
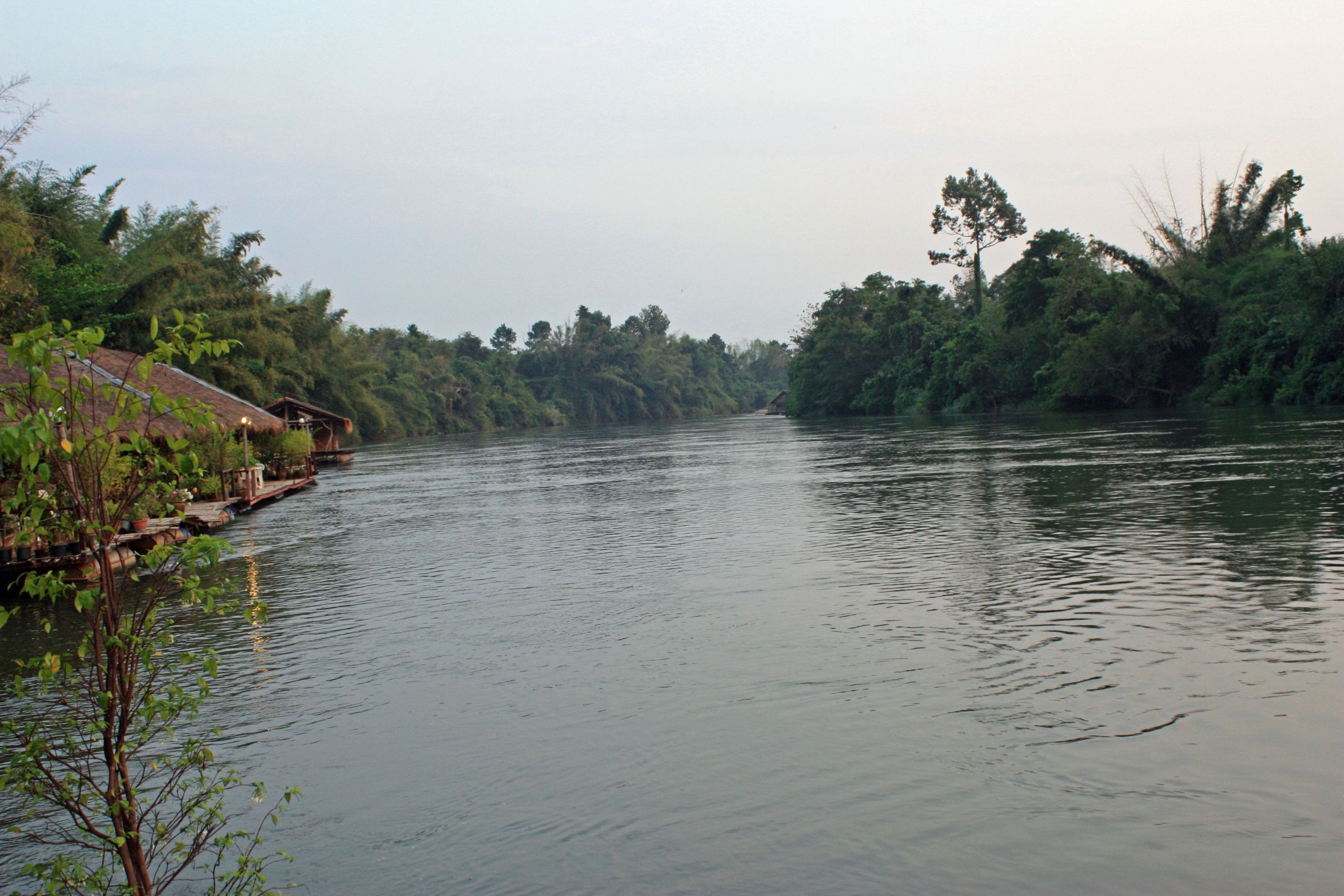

Les cascades, en particulier les cascades Sai Yok Yai (น้ำตก ไทรโยคใหญ่), Sai Yok Noi (น้ำตก ไทรโยคน้อย) et Sai Yok Lek (น้ำตก ไทรโยคเล็ก), sont l'autre grande curiosité du parc.

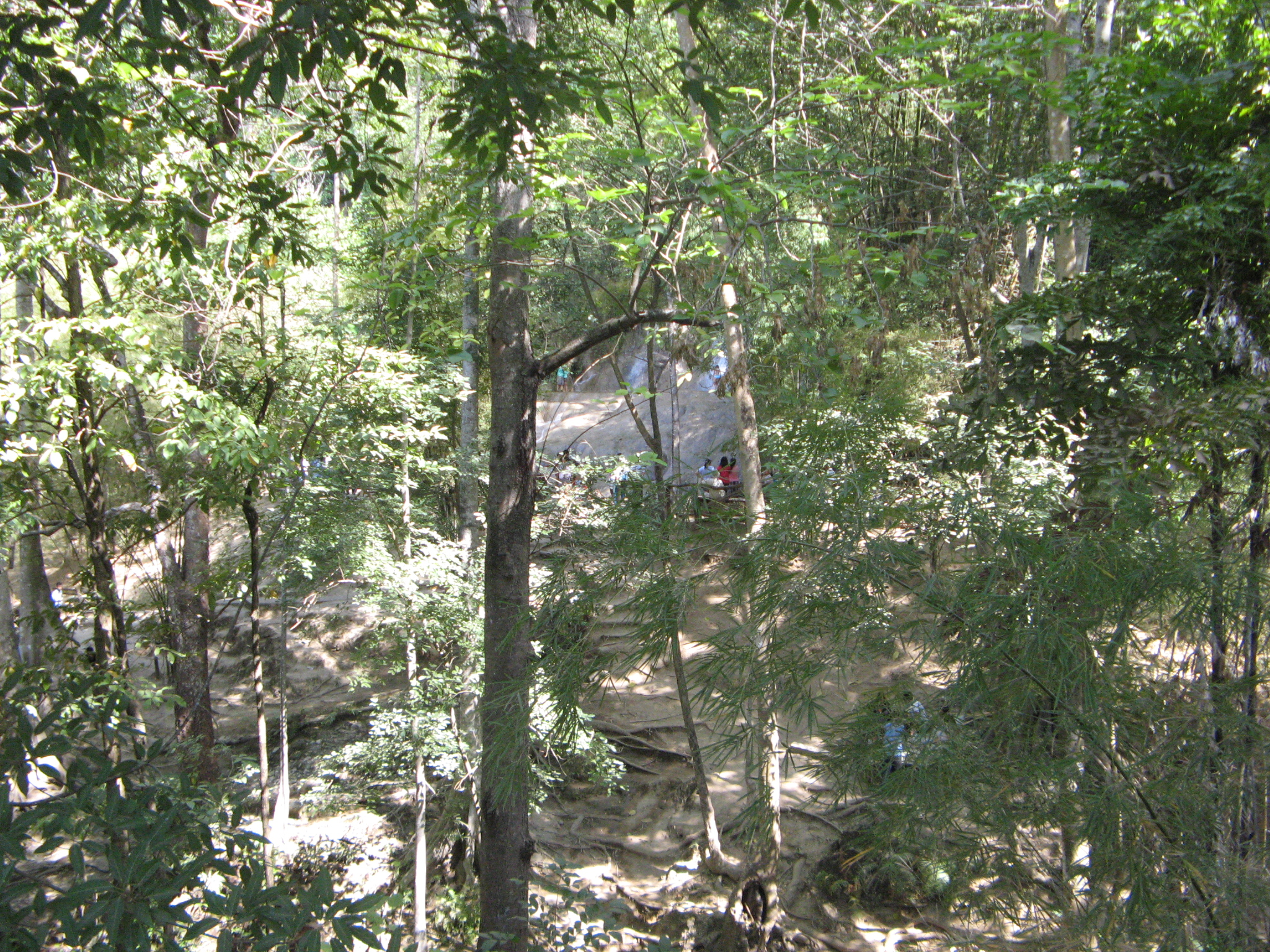
Chemin dans la forêt tropicale menant à la cascade de Sai Yok Noi

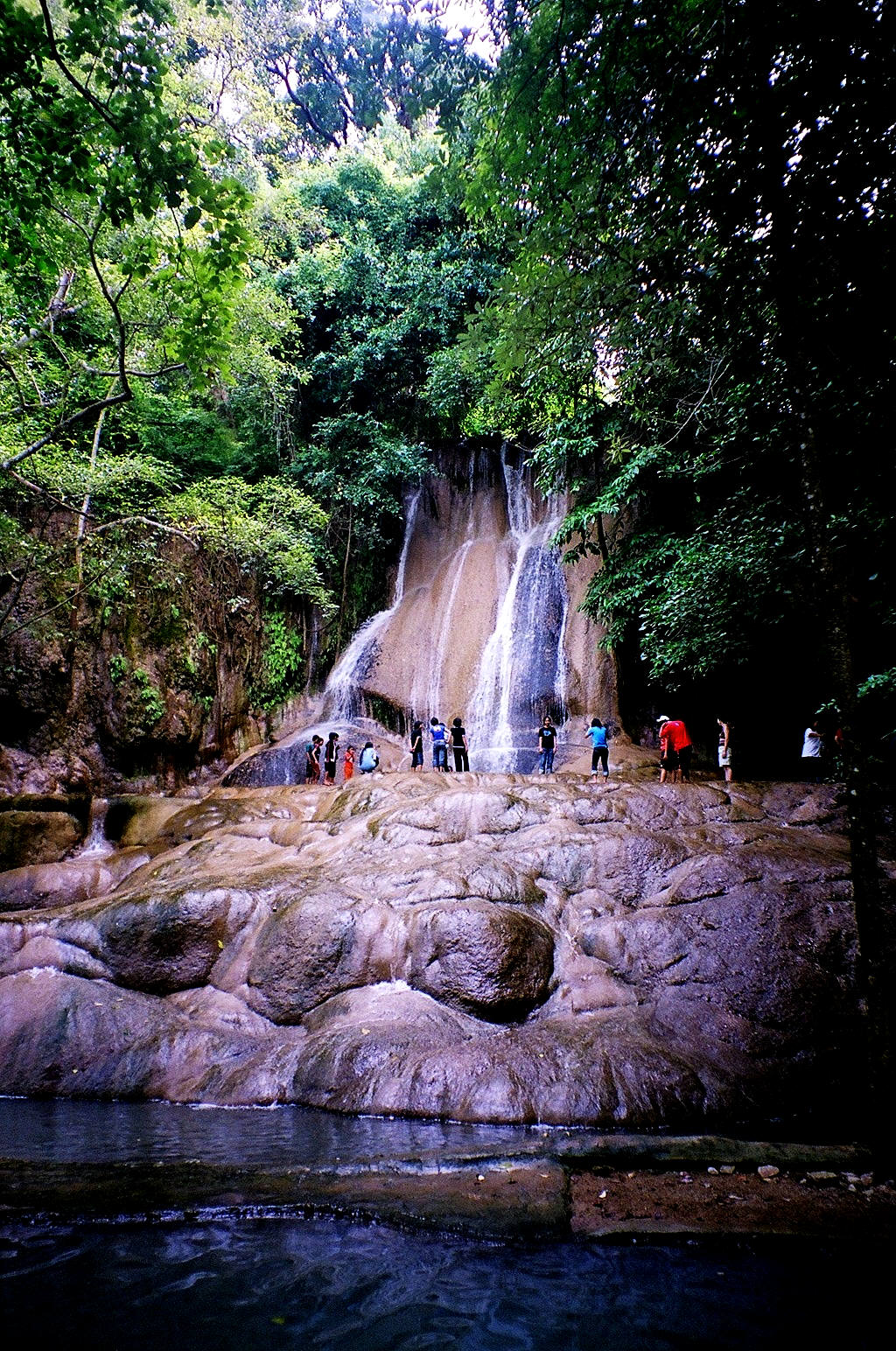
Cascade de Sai Yok Noi

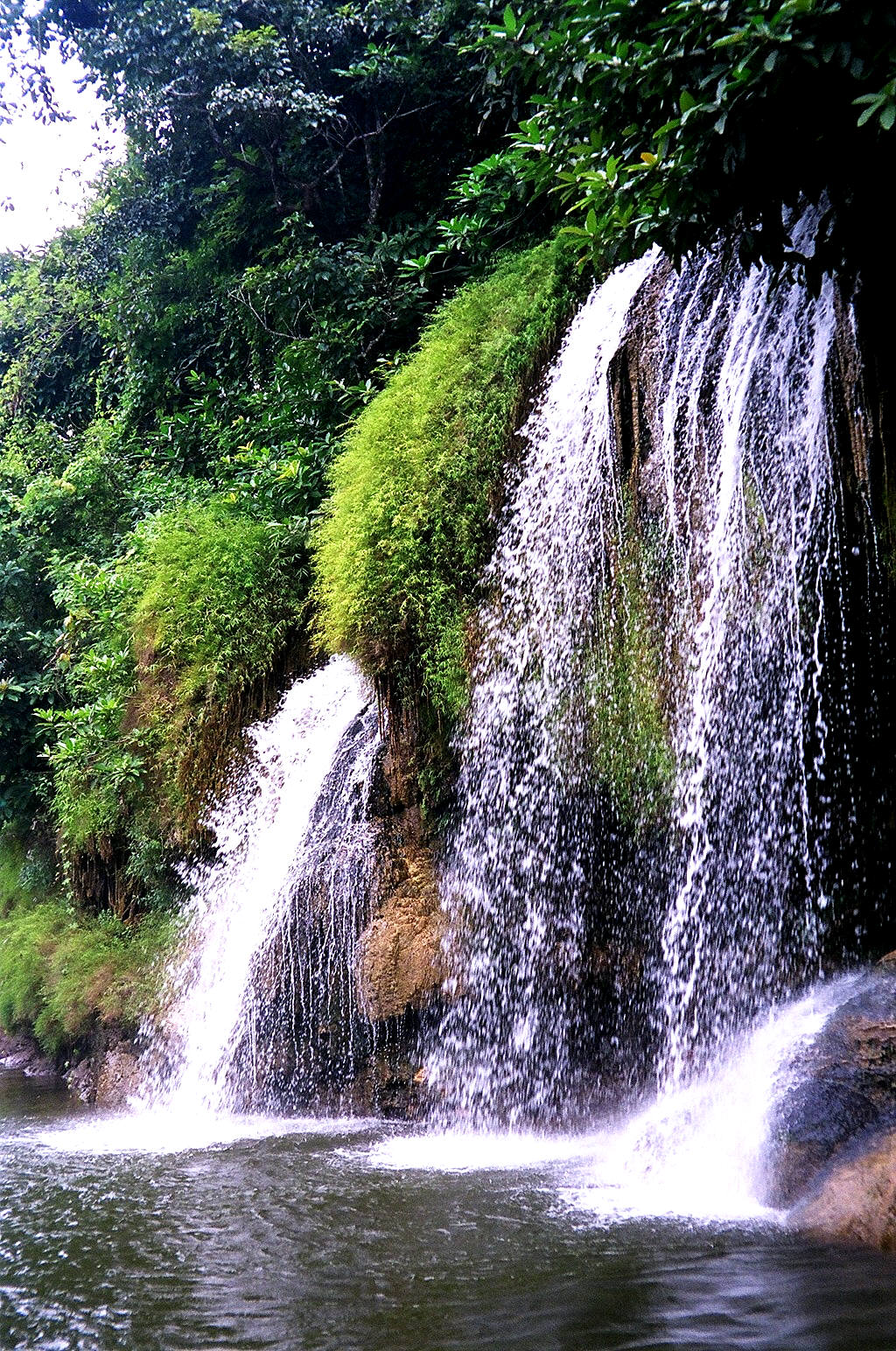
Cascade de Sai Yok Lek

Cascade de Sai Yok Noi
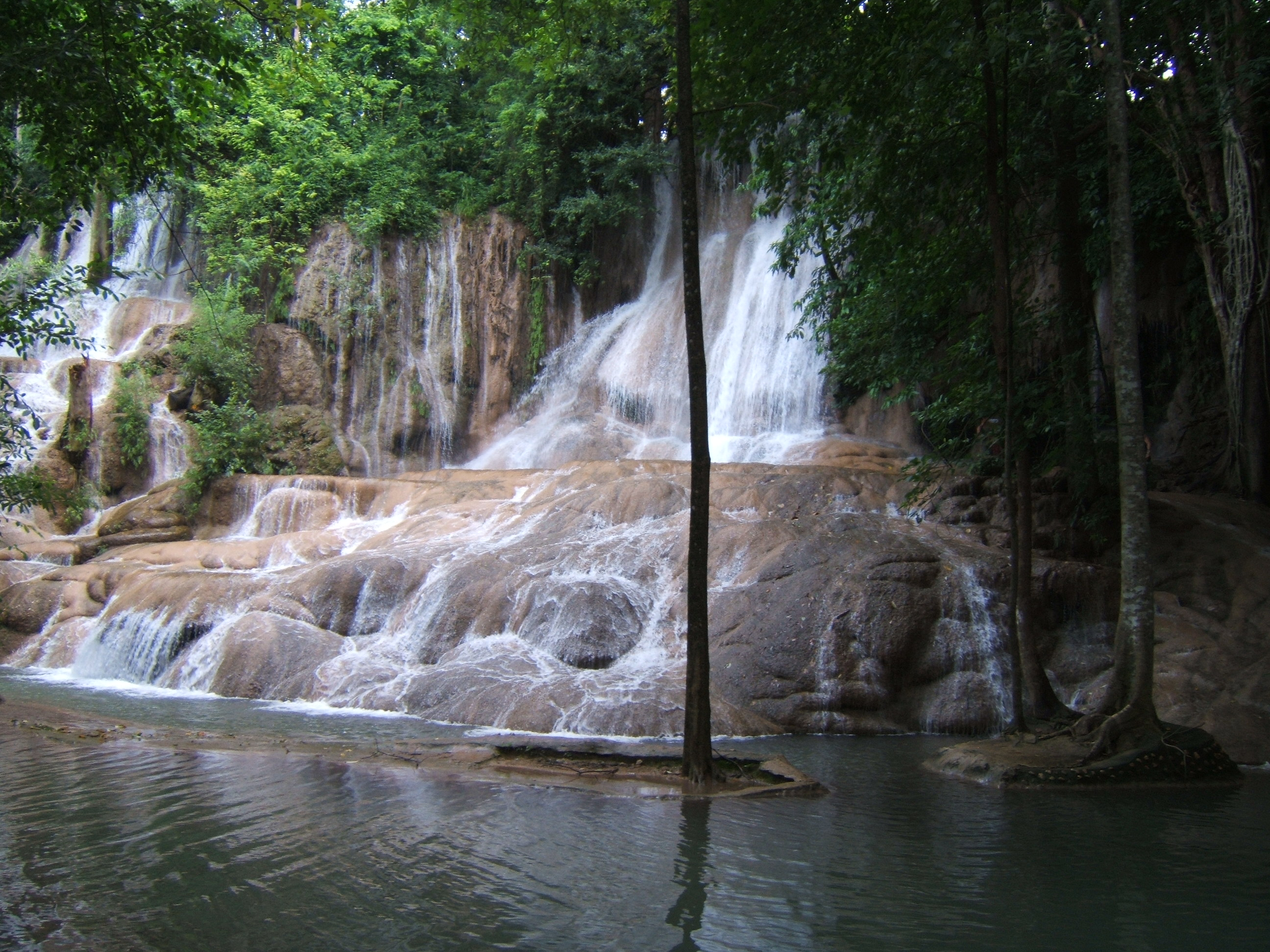
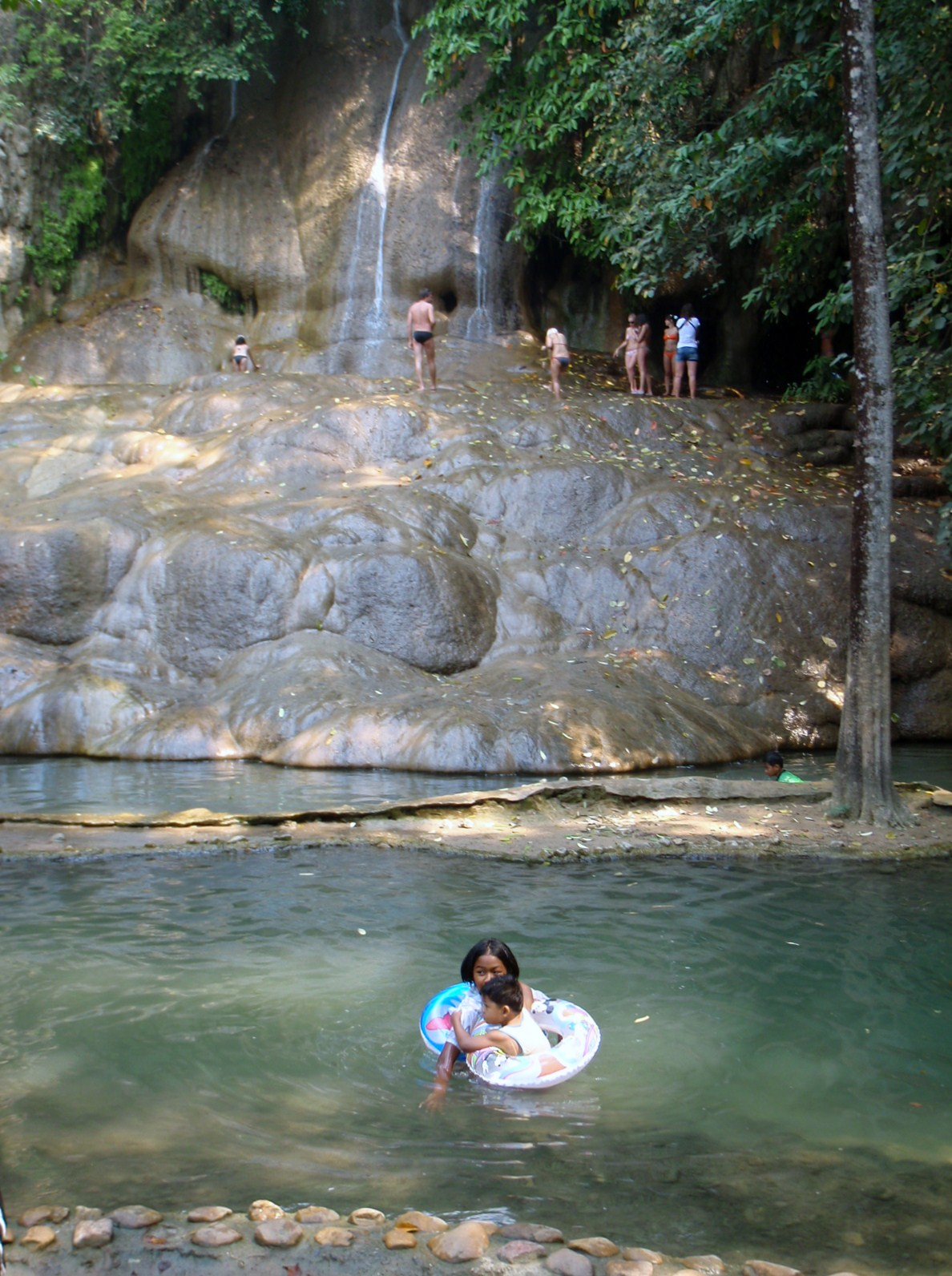

Cascade de Sai Yok Yai
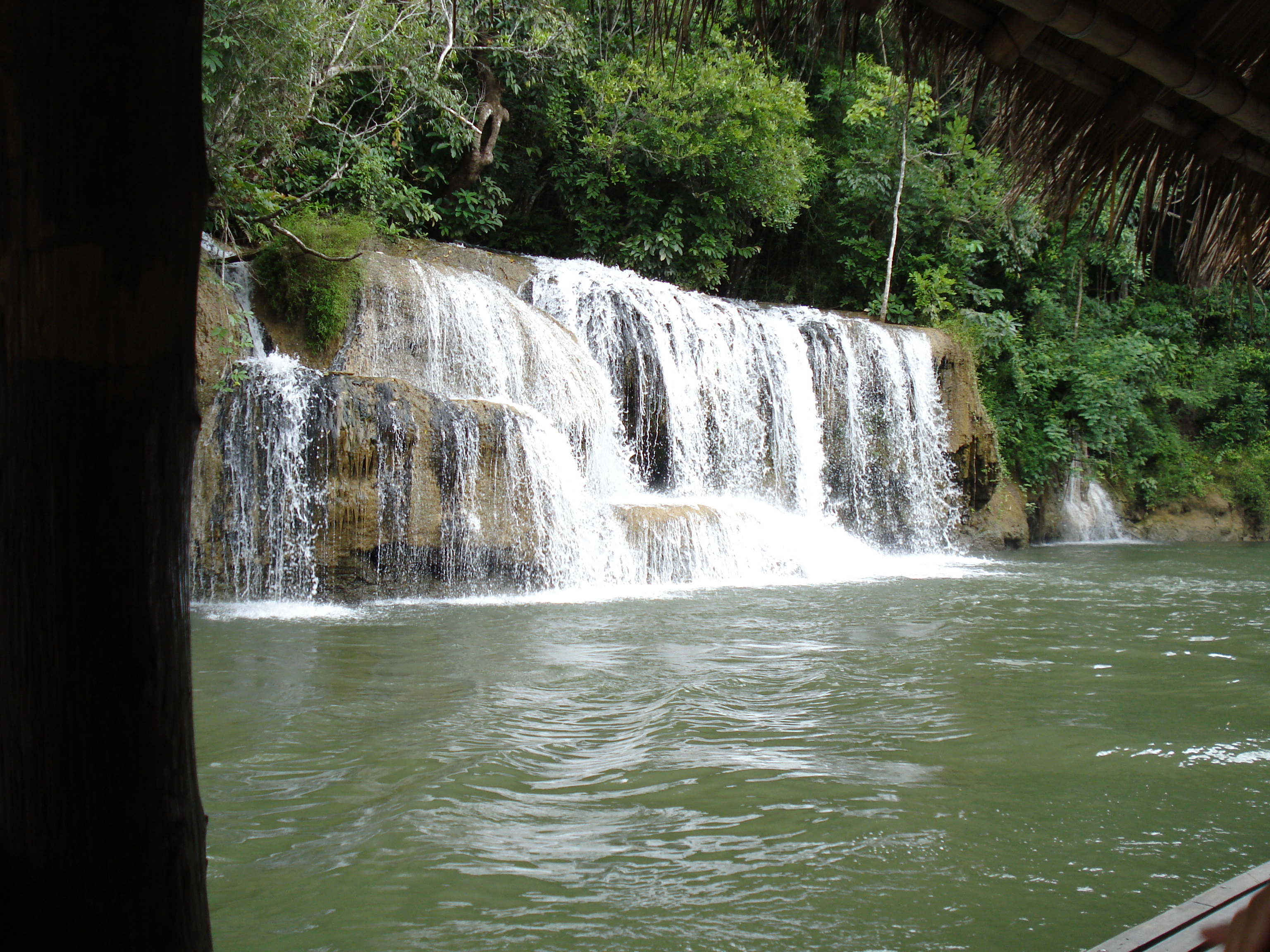
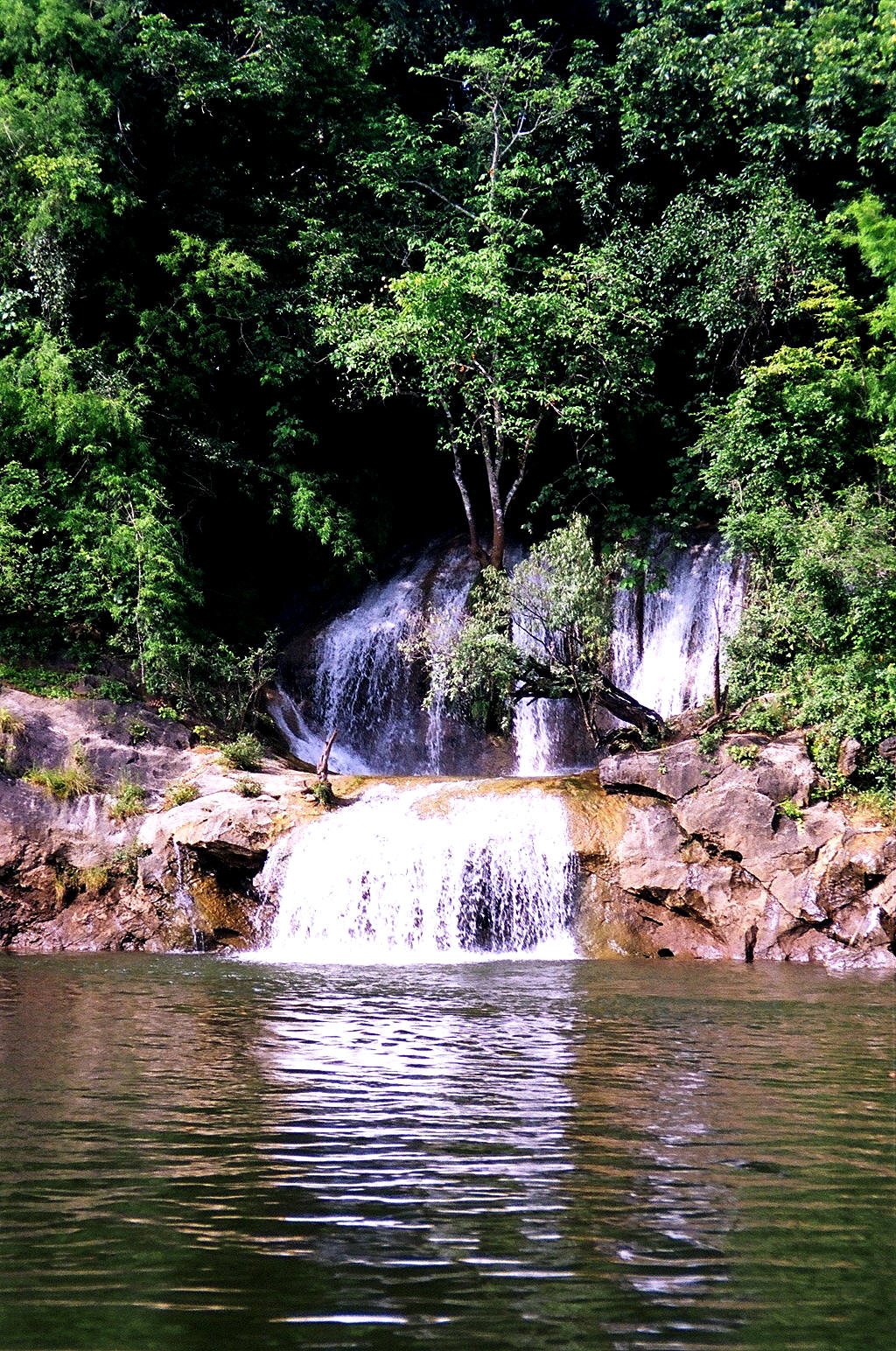

Le parc national de Sai Yok est l'habitat naturel du plus petit mammifère au monde par la taille, la chauve-souris nommée kitti à nez de porc, une chauve-souris découverte en 1973 dans les grottes calcaires qui ne mesure que de 2,9 à 3,3 cm et ne pèse qu'environ deux grammes. La précédente détentrice de ce record, la musaraigne européenne Pachyure étrusque, est un peu plus grande mais elle  pèse un peu moins (1,8 g).
Il y a aussi les endémiques gecko Cnemaspis huaseesom et crabe de la reine Sirikit ou crabe à trois couleurs (ปูราชินี ou ปูสามสี ; Thaiphusa sirikit).

## Climat
Il y a les trois saisons communes de la Thaïlande : la saison froide de novembre à février ; la saison chaude de mars à mai ; et la saison des pluies de mai à octobre.
La température moyenne est entre 25°C et 30°C.

## Flore

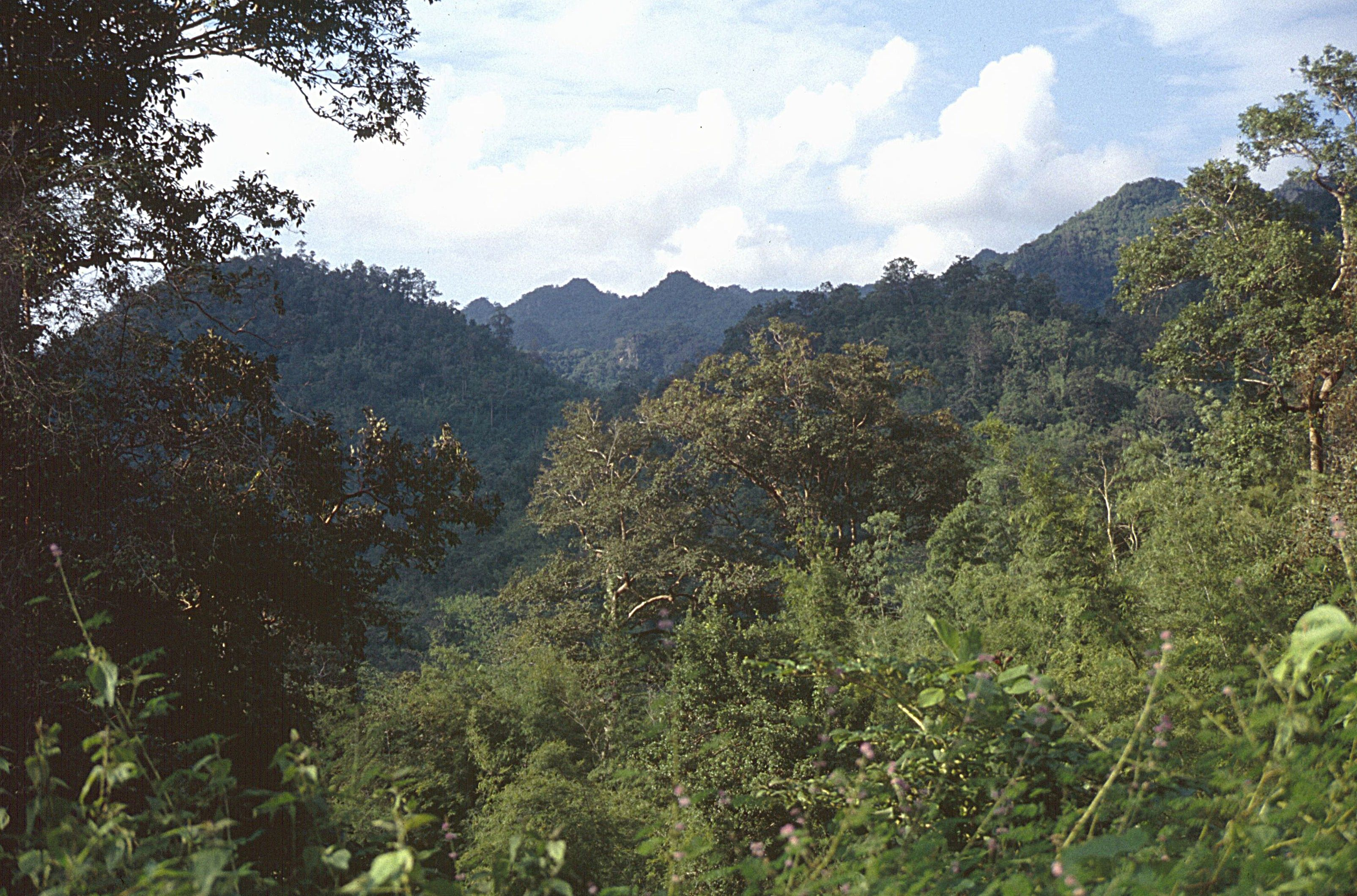

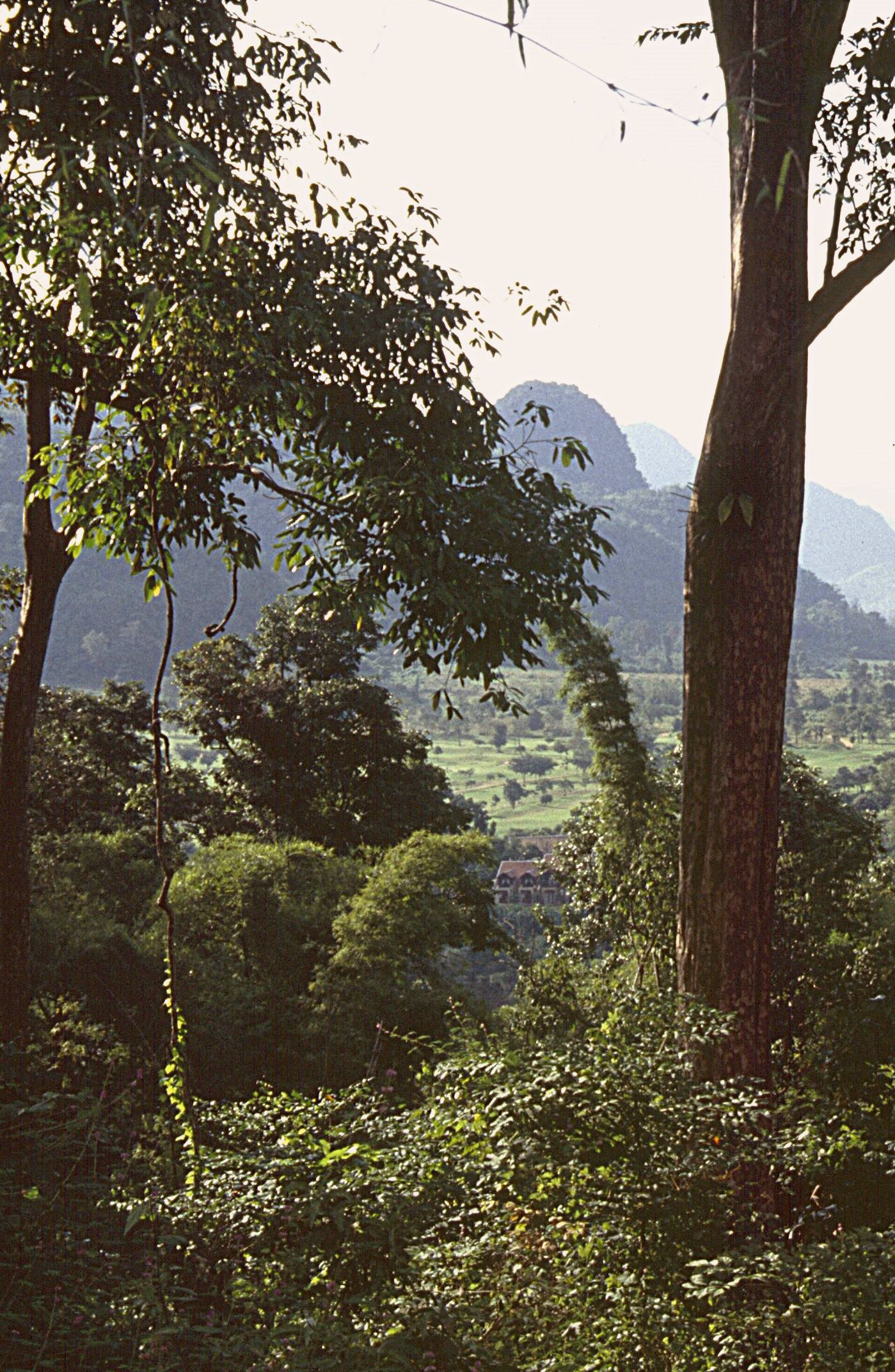

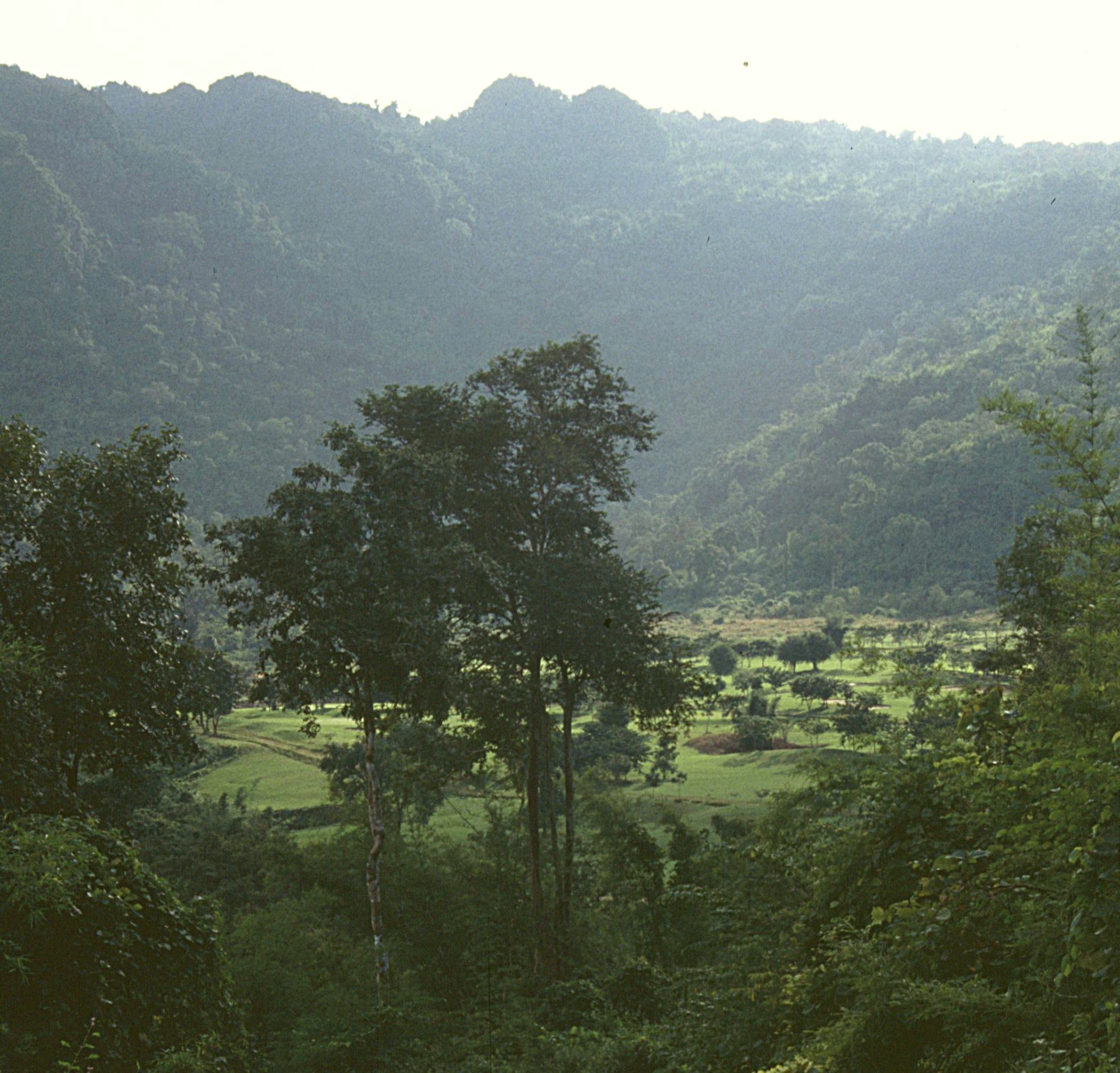

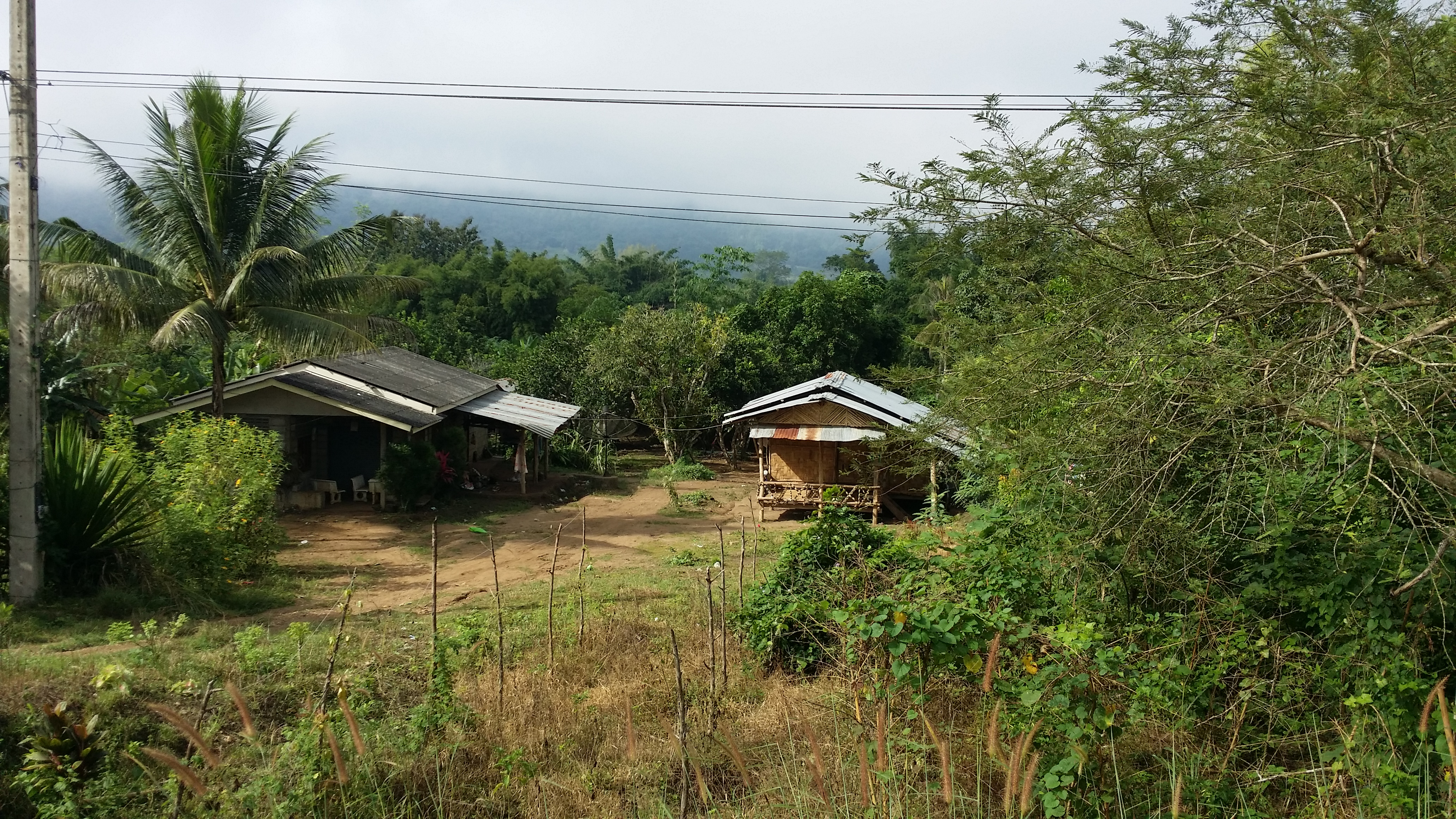

Les monts et montagnes sont couverts principalement, à près de 80 %, de forêts tropicales humides avec quelques forêts de bambous ainsi que de forêts tropicales sèches sur près de 20 % et parfois, mais seulement sur 2 % de la superficie et en dessous de 400 m d'altitude, de forêts tropicales sèches de dipterocarpus.
Le long de la rivière Kwaï noi, on trouve une forêt de tecks : durant la Seconde Guerre mondiale, l'empire du Japon lance son projet ambitieux de construire la ligne Siam-Birmanie (« voie ferrée de la mort ») et, pour fabriquer les traverses de chemin de fer en bois nécessaires, il rase des forêts entières de tecks ; la forêt originelle de tecks des bords de la rivière Kwaï noi a été replantée à partir de 1954.

### Forêts tropicales humides
On trouve : 
- de grands arbres de 20 à 30 m de haut et plus : fromager rouge ou kapotier rouge Bombax ceiba, Canarium subulatum, Homalium tomentosum, Lagerstroemia sp., Pterocarpus macrocarpus, Xylia xylocarpa... ;
- des arbres de 10 à 20 m de haut : Casearia grewiifolia, casse de Java, Clitoria macrophilla, Dalbergia oliveri, Lagerstroemia sp., Millettia brandisiana, Vitex penduncularis... ;
- des plantes herbacées : Dioscorea hispida, Cheilocostus speciosus, herbe du Laos, Kaempferia marginata etc.

### Forêts tropicales sèches
On trouve :
- de grands arbres de 25 à 35 m de haut et plus : Anisoptera costata et Dipterocarpus alatus, Irvingia malayana, Jamelonier, Lagerstroemia sp., teck... ;
- des arbres et arbustes de moins de 25 m de haut : Leea indica, Millettia brandisiana, Schima wallichii ... ;
- des plantes herbacées : Dioscorea hispida, herbe du Laos, Kaempferia marginata, pædérie fétide ou vigne de mouflette, pois antaque...
- des orchidées terrestres Spathoglottis etc.

### Forêts tropicales sèches de dipterocarpus
On trouve :
- de grands arbres de 20 à 25 mètres de haut : fromager rouge ou kapotier rouge Bombax ceiba, Canarium subulatum, Dipterocarpus obtusifolius et Dipterocarpus tuberculatus, Vitex penduncularis...
- des arbres de plus de 10 m de haut : chêne Quercus kerrii, Lannea coromandelica, Terminalia elliptica etc.

## Faune

### 58 espèces de mammifères

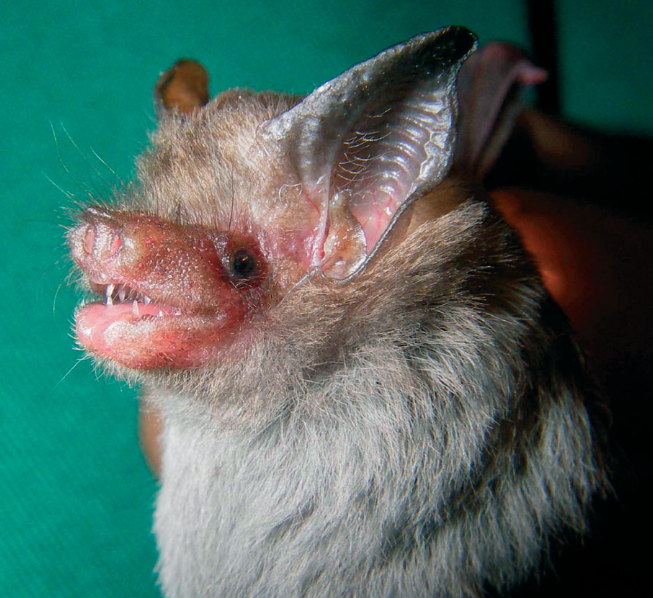
La très petite Kitti à nez de porc

- La très petite Kitti à nez de porcÉléphant d'Asie, gaur ou gayal et Banteng (on soupçonne une possible hybridation entre le Gaur et le Banteng)...
- Saro, chevrotain d'Asie, tapir de Malaisie, lièvre du Siam (ou lièvre de Birmanie)...
- Grand cerf Sambar, petit cerf aboyeur muntjac indien et muntjac de Fea ou muntjac de Tenasserim Muntiacus feae...
- Cochon sauvage (sanglier) ;
- Tigre d'Indochine, panthère (ou léopard), chat de Temminck, chat marbré ...
- Ours malais et ours noir d'Asie ;
- Lémur volant Galéopithèque de Temminck, gibbon à mains blanches (gibbon lar) et macaque à longue queue (macaque crabier) ;
- Chauves-souris Hipposideros bicolor et la minuscule Kitti à nez de porc, chauves-souris fer à cheval Rhinolophus sp., chauves-souris des tombeaux Taphozous sp. etc.

### Plus de 115 espèces d'oiseaux

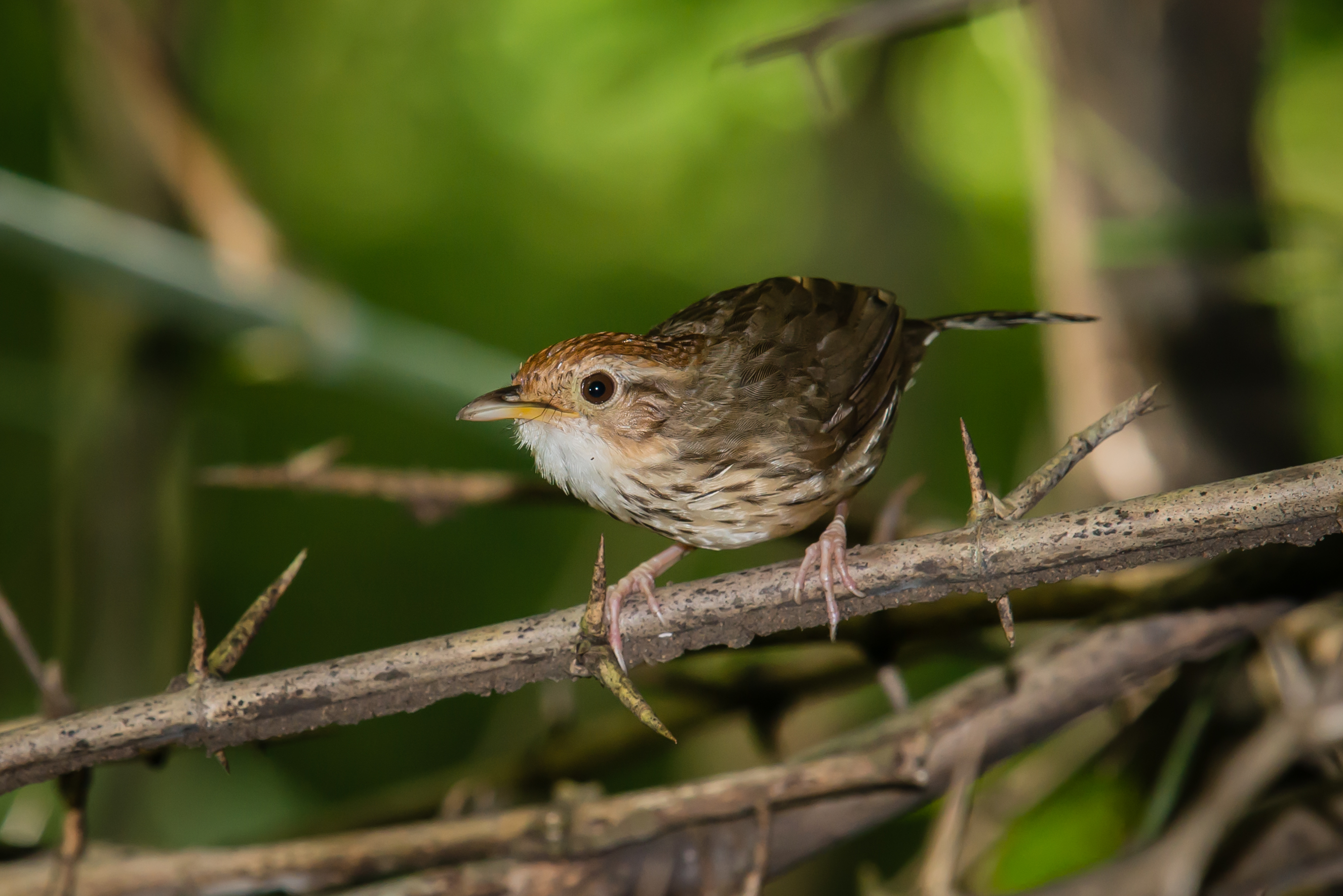
Akalat à poitrine tachetée ou Timalie à poitrine tachetée

- Akalat à poitrine tachetée ou Timalie à poitrine tachetéeCoq sauvage (Coq doré), éperonnier chinquis, faisan leucomèle, paon spicifère et torquéole à poitrine châtaine...
- Calao festonné...
- Carpophage à manteau brun et colombar à gros bec ...
- Pic meunier...
- Oiseaux passereaux Akalat à poitrine tachetée ou Timalie à poitrine tachetée

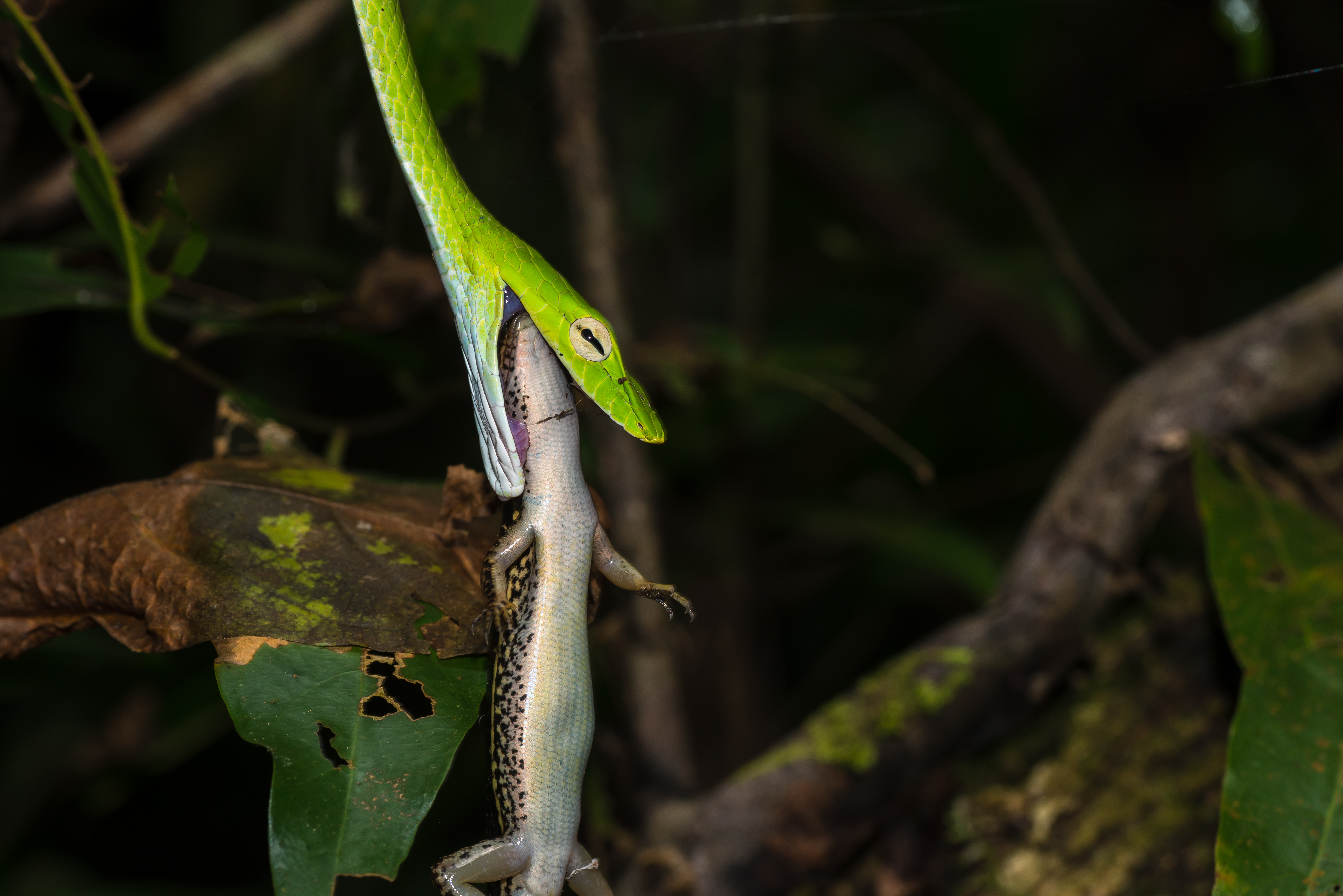
Serpent liane Ahaetulla prasina dévorant un scinque Sphenomorphus maculatus

- etc.

### Pas moins de 36 espèces de reptiles
- Tortues : Tortue à grosse tête, tortue brune, tortue à tête jaune Indotestudo elongata et tortue Chitra chitra ;
- Lézards et apparentés : agame arlequin calotes versicolor et agame dragon volant Draco blandfordii, gecko Dixonius hangseesom, scinque Sphenomorphus maculatus...
- Serpents : Python réticulé ; serpent liane Ahaetulla prasina ; serpent ratier Elaphe taenius helfenbergeri et serpent ratier des mangroves Gonyosoma oxycephalum...

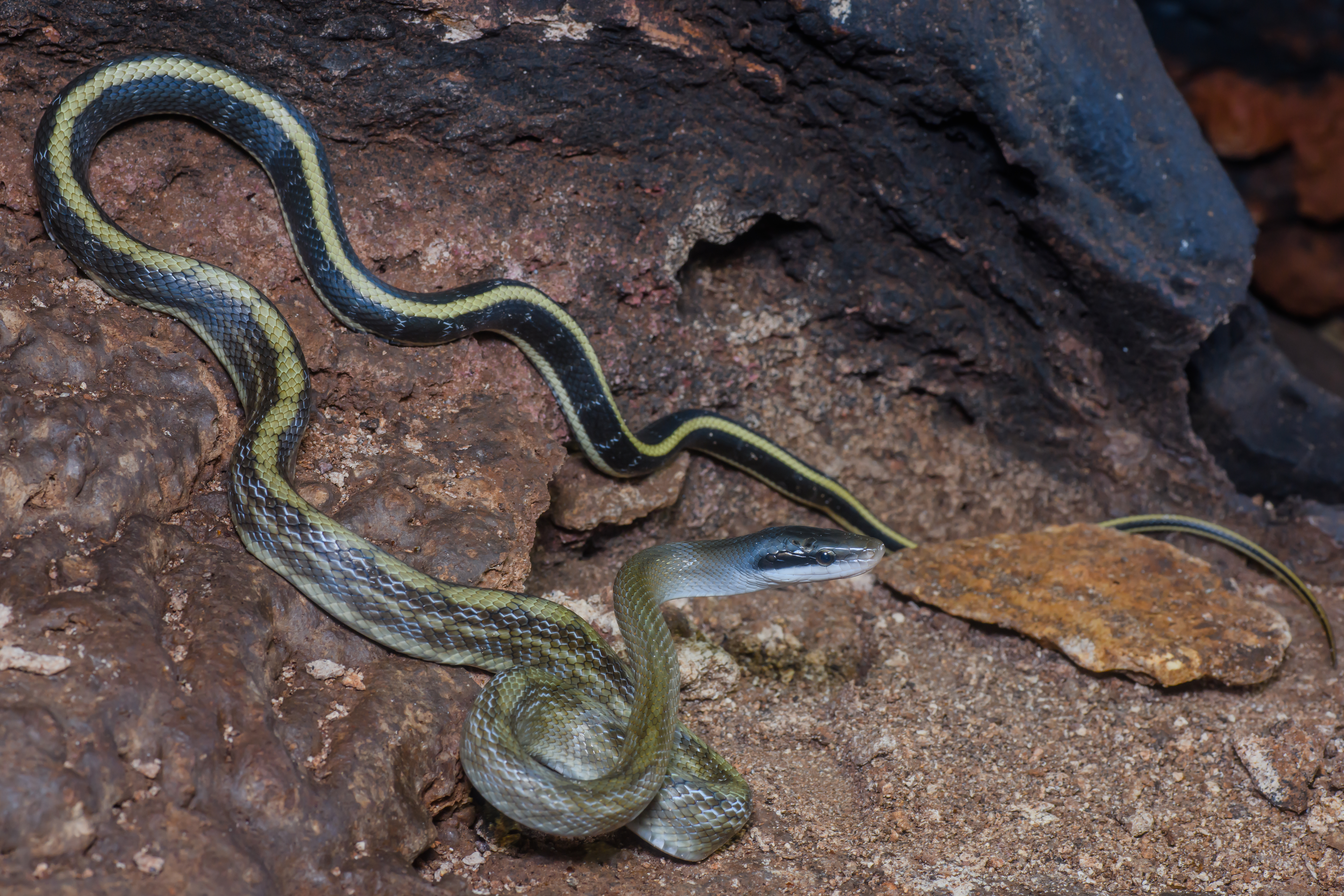
Serpent ratier Elaphe taeniurus helgenbergeri
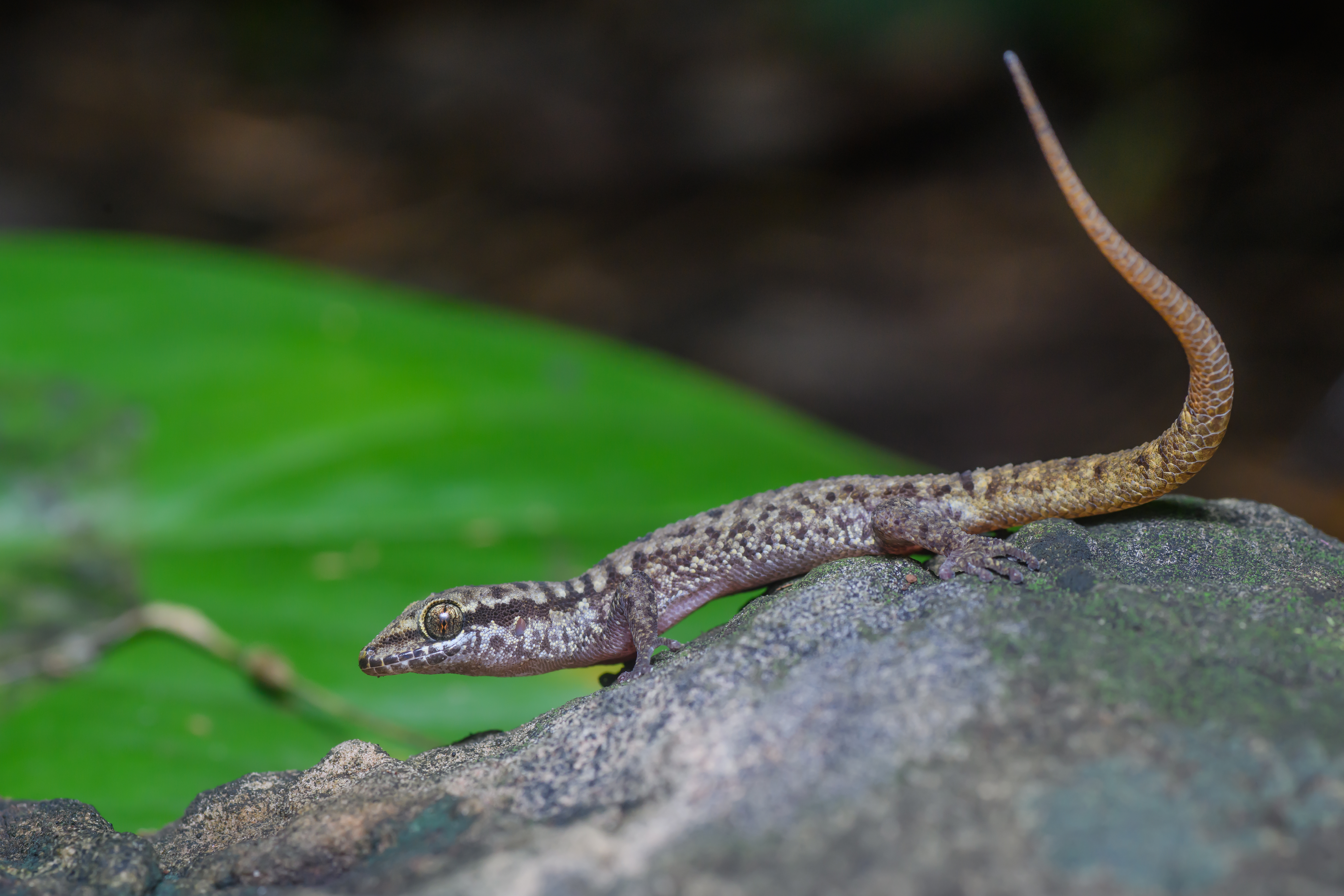
Gecko Dixonius hangseesom

### 15 espèces d'amphibiens
- Grenouilles : Fejervarya limnocharis, Hylarana erythraea, Limnonectes blythii, Occidozyga lima, Polypedates leucomystax, Sylvirana nigrovittata et grenouille peinte Kaloula pulchra...
- Crapauds : Ingerophrynus macrotis et Ingerophrynus parvus, Phrynoidis aspera etc.

### 130 espèces de poissons
- Cyprinidés : Amblyrhynchisthys truncastus, Barbus, Danio, Hampala macrolepidota, Leptobarbus hoevenii, Oxygaster, Paralaubuca ...
- Gyrinocheilus aymonieri, Osphronemus goramy etc.[7]